# Cryptolepis migiurtina
Cryptolepis migiurtina är en oleanderväxtart som beskrevs av Emilio Chiovenda. Cryptolepis migiurtina ingår i släktet Cryptolepis och familjen oleanderväxter. Inga underarter finns listade i Catalogue of Life.